# 彼得·尼胡森
彼得·尼胡森（德語：Peter Niehusen，1951年7月15日—），德国男子赛艇运动员。他曾代表西德参加1976年夏季奥林匹克运动会赛艇比赛，获得男子四人单桨有舵手铜牌。